# Maria Paola Maino
Pour les articles homonymes, voir Maino.
Maria Paola Maino, née en 1940 à Rome, est une chef décoratrice et chef costumière italienne de cinéma.

## Biographie
Maria Paola Maino a principalement travaillé avec le réalisateur Bernardo Bertolucci, son mari de 1967 à 1972, et a notamment conçu les décors du célèbre film Le Dernier Tango à Paris (1972). Avec le même réalisateur, elle a également réalisé les décors des films La Stratégie de l'araignée (1970), 1900 (1976) et La luna (1979).
Elle a également publié, avec d'autres coauteurs, des ouvrages sur le mobilier italien (Il mobile italiano degli anni '40 e '50, Il mobile liberty italiano, Duilio Cambellotti: Arredi e decorazioni, Andrea Busiri Vici architetto (1903-1989), Il palazzo dell'acquedotto pugliese, A misura di bambino: Cent'anni di mobili per l'infanzia in Italia (1870-1970), Il mobile déco italiano 1920-1940).

## Filmographie
- 1970 : La Stratégie de l'araignée (Strategia del ragno) de Bernardo Bertolucci
- 1972 : Le Dernier Tango à Paris (Ultimo tango a Parigi) de Bernardo Bertolucci
- 1975 : 1900 (Novecento) de Bernardo Bertolucci
- 1975 : Vices privés, vertus publiques (Vizi privati, pubbliche virtù) de Miklós Jancsó
- 1977 : Berlinguer ti voglio bene de Giuseppe Bertolucci
- 1979 : Amo non amo d'Armenia Balducci
- 1979 : La luna de Bernardo Bertolucci